# Primulina shouchengensis
Primulina shouchengensis là một loài thực vật có hoa trong họ Tai voi (Gesneriaceae). Loài này có ở Quảng Tây (Trung Quốc); được Z. Yu. Li mô tả khoa học đầu tiên năm 1997 dưới danh pháp Chirita shouchengensis. Năm 2011, Z. Yu. Li chuyển nó sang chi Primulina.